# Macarena Aguiló
Macarena Aguiló (1971) es una directora de cine documental chilena, además de productora, guionista, montajista y directora de arte.
Estudió comunicación audiovisual en el Instituto Profesional Arcos en Santiago de Chile.  A partir de 1997,  trabaja como directora de arte para largometrajes  como "Paraíso B" (2002), "Sangre Eterna" (2002) y series de televisión como "Justicia para Todos" (2004).
En el 2003 decide trabajar en un documental que narra su infancia: así nace El edificio de los chilenos, su primer largometraje, siendo su estreno nacional en FIDOCS, Festival Internacional de Documentales de Santiago, en 2010, donde obtuvo el Gran Premio Embajada de Francia. Su estreno internacional fue en el Festival alemán DOK Leipzig, en el mismo año, donde obtuvo una Mención Honorífica; posteriormente recibió numerosos reconocimientos en Festivales de América y Europa. 
En 2011, fue nominada al Premio Altazor en la categoría Dirección de Cine.

## Filmografía
- Reflejo actoral (2018). Largometraje documental / Directora.
- El edificio de los chilenos (2010). Largometraje documental / Directora y Guionista.
- Visión nocturna (2019). Largometraje documental / Producción.
- Detrás del humo (2012). Cortometraje de ficción / Montaje y Dirección de Arte.
- Sangre eterna (2002). Largometraje de ficción / Dirección de Arte

## El Edificio de Los Chilenos
- El edificio de los chilenos 2010, ópera prima de Aguiló, este documental narra la estancia en Cuba hacia principio de los 80 de un grupo de niños, hijos de militantes del MIR que participaron en el Proyecto Hogares.[4] El MIR creó este proyecto con el objetivo de que los padres militantes dejaran a sus hijos en un lugar seguro, mientras ellos volvían a Chile para combatir la dictadura; la que comenzó en 1973 cuando la realizadora tenía 2 años.[5] El Proyecto Hogares benefició de la solidaridad del gobierno cubano que acogió a muchos niños de diferentes países como Angola, Rusia o Argentina. Los niños y niñas chilenos que beneficiaron del proyecto Solidaridad con Chile, vivieron en un edificio en la ciudad de Alamar, llamado por los vecinos "El Edificio de los Chilenos", origen del título del film de Macarena Aguiló, quien cuenta su propia experiencia y la de otros chicos y chicas chilenos que participaron en el Proyecto Hogares.
- Duración: 99 minutos.
- La película fue producida en Bélgica, Chile, Cuba y Francia. Rodada en Chile y Cuba.

- Obtuvo numerosos reconocimientos en festivales de América y Europa, entre ellos: 
  - Mejor documental, New York International Latino Film Festival, 2011.
  - Mención de Honor Festival de Las Américas, 2011.
  - Premio "Teens&Docs", DOCBarcelona, 2011.
  - Premio "Franja Dictadura y Memoria", Festival de Cine Social y DDHH de Valparaíso, 2011.
  - Mejor Documental, Festival de Documentales de La Pintana, PINTACANES, 2010.
  - Mejor documental, Muestra de Cine Latinoamericano de Cataluña, 2011.
  - Premio especial Competencia Documental, Festival Internacional de Cine de Cartagena de Indias, Colombia, 2011.
  - Segundo Premio Coral, Festival Internacional del Nuevo Cine Latinoamericano de La Habana, 2010.
  - Mejor Documental del Año, ChileReality Festival de Cine Documental de Chillán, 2010.
  - Mención honorífica, International Leipzig Festival for Documentary and Animated Film, 2010.